# 磺窟溪
磺窟溪位於台灣北部，屬於淡水河水系，為新店溪的支流，全長約4.25公里，流域分佈於新北市新店區西部，發源於獅仔頭山北側，向束北流經獅仔頭腳，於直潭壩下游西側匯入新店溪。